# Иванов, Пётр Иванович (историк)
Пётр Иванович Иванов (1794 год — 30 ноября 1864 год) — русский историк, организатор и первый директор Московского архива министерства юстиции с 1852 года.
Автор многочисленных трудов. Он опубликовал много источников по истории России, разрабатывал принципы классификации и описания архивных документов, составил и редактировал архивные путеводители и описи, обозрения и указатели документальных источников.

## Биография
Пётр Иванович Иванов родился в 1794 году. Он учился в Костромской гимназии, а позже в Московском университете. С 1818 года преподавал в Московском Алексеевском училище.
В 1824—1833 годах был помощником управляющего Московской удельной конторой. В 1833 году был назначен членом вотчинного департамента, тогда же началась его архивная деятельность. В 1839 году он стал председателем московской комиссии составления свода запрещений и разрешений на имения. В 1835 году, как член вотчинного департамента, Пётр вошёл в состав комитета, которому поручили составить подробные описания московских сенатских архивов и распределить документы по их значению. Комитет существовал до 1842 года, затем Пётр Иванов принял на себя продолжение его задачи. В 1852 году с объединением архивов в Московский архив министерства юстиции, он был назначен его директором. На этой должности он оставался до 30 ноября 1860 года.

## Труды
- «Описание государственного разрядного архива» (Москва, 1842 год).
- «Путеводитель по государственным архивам, состоящим в правительствующем сенате в Москве» (Москва, 1845 год).
- «Описание государственного архива старых дел» (Москва, 1850 год).
- «Систематическое обозрение поместных прав и обязанностей, в России существовавших» (Москва, 1836 год).
- «Обозрение писцовых книг по Московской губернии» (Москва, 1840 год).
- «Опыт исторического исследования о межевании земель в России» (Москва, 1846 год).
- «Сборник палеографических снимков» (Москва, 1844 год).
- «Сборник снимков с древних печатей» (Москва, 1858 год).
- «Руководство для удельных контор» (Москва, 1825 год).
- «Обозрение прав и обязанностей российского купечества и вообще всего среднего сословия» (2 ч., Москва, 1826 год).
- «Обозрение геодезических работ в России со времени Петра В. до сочинения генеральной ланд карты Российской империи в 1746 году» (Санкт-Петербург, 1853 год).
- «О знаках, заменявших подписи в древней России» (Санкт-Петербург, 1859 год).
- «Опыт биографий ген.-прокуроров и министров юстиции» (Санкт-Петербург, 1864 год).

Пётр Иванов редактировал:
- «Описание первой степени архива вотчинного департамента» (Москва, 1839 год).
- «Обозрение писцовых книг по Новгороду и Пскову» (Москва, 1841 год).
- «Алфавитный указатель фамилий и лиц, упоминаемых в боярских книгах, хранящихся в 1-м отделении Московского архива министерства юстиции с обозначением служебной деятельности каждого лица» (Москва, 1853 год).